# Sphacelodes tenebrosa
Sphacelodes tenebrosa là một loài bướm đêm trong họ Geometridae.